# Esther Qin
Esther Qin (Liuzhou, República Popular China, 18 de diciembre de 1991) es una clavadista o saltadora de trampolín australiana de origen chino especializada en trampolín de 3 metros, donde consiguió ser medallista de bronce mundial en 2015 en los saltos sincronizados.

## Carrera deportiva
En el Campeonato Mundial de Natación de 2015 celebrado en Kazán (Rusia) ganó la medalla de bronce en los saltos sincronizados desde el trampolín de 3 metros, con una puntuación de 304 puntos, tras las chinas (oro con 351 puntos) y las canadienses (plata con 319 puntos), siendo su compañera de saltos Samantha Mills.